# جين بورتر (مؤلفة)
جين بورتر (بالإنجليزية: Jane Porter)‏ (1960)؛ روائية بريطانية.